# Giovanni Michelucci
Giovanni Michelucci (* 2. Januar 1891 in Pistoia; † 31. Dezember 1990 in Florenz) war ein italienischer Architekt, Stadtplaner und Hochschullehrer.

## Leben und Werk
Der Sohn einer Unternehmerfamilie erwarb 1911 das Diplom des Istituto Superiore d‘Architettura in Florenz, arbeitete aber zunächst in der väterlichen Eisengießerei und versuchte, als Grafiker mit Holzschnitten finanziell unabhängig zu werden, eine künstlerische Tätigkeit, die er im Alter wieder aufnahm. Als Soldat im Ersten Weltkrieg realisierte er eine kleine Kapelle bei Caporetto – seine erste architektonische Arbeit (1916).

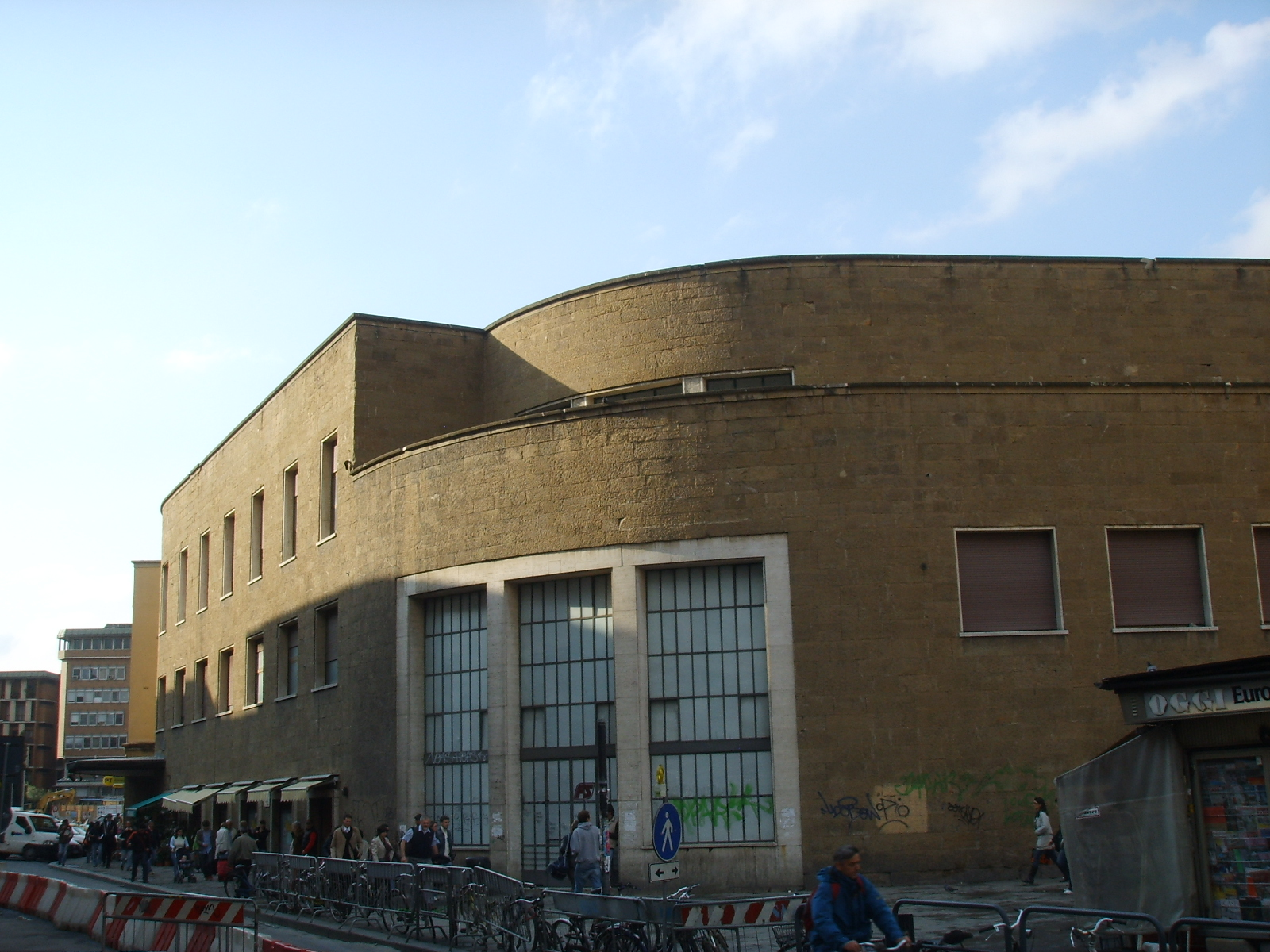
Bahnhof Santa Maria Novella, Florenz, 1935

1920 wurde Michelucci Professor am Regio Istituto Nazionale d’Istruzione Professionale in Rom. Fünf Jahre später wurde er Mitglied der Faschistischen Partei. Seine Mitgliedschaft brachte ihn in Kontakt mit Alessandro Pavolini, Giuseppe Bottai und Mussolinis Sekretär Alessandro Chiavolini. 1928 kehrte er nach Florenz zurück. Seine Tätigkeit als Architekt begann mit kleineren Wohnbauten. 1933 erhielt er, dank seiner Parteimitgliedschaft, mit dem Gruppo Toscano (Nello Baroni, Pier Niccolò Berardi, Italo Gamberini, Sarre Guarnieri, Leonardo Lusanna) den ersten Preis im Wettbewerb um den neuen Hauptbahnhof von Florenz. Das 1935 fertiggestellte Projekt erregte wegen seiner betont modernen Formensprache auch im Ausland Aufsehen.
Als bereits etablierter Architekt wurde Michelucci nun Mitarbeiter des einflussreichen faschistischen Staatsarchitekten Marcello Piacentini im Zusammenhang mit dem Projekt der „Città universitaria“ in Rom. Auf dem Campus der Universität La Sapienza realisierte Michelucci das an der Formensprache der Klassischen Moderne orientierte Institutsgebäude für Mineralogie, Geologie und Paläontologie (1932–35). 1939 wurde Michelucci Professor an der Universität Florenz. Nach dem italienischen Kriegseintritt in den Zweiten Weltkrieg am 10. Juni 1940 stagnierte seine Arbeit als Architekt. 1944 begann er eine Gruppe von Intellektuellen um Carlo Ludovico Ragghianti zu frequentieren, die im Umfeld der Resistenza dem Komitee der nationalen Befreiung (CNL) angehörten. Dank Ragghianti wurde er Ende 1944, nicht ohne Proteste aufgrund seiner faschistischen Vergangenheit, zum Vorsitzenden der Architekturfakultät der Universität Florenz gewählt.

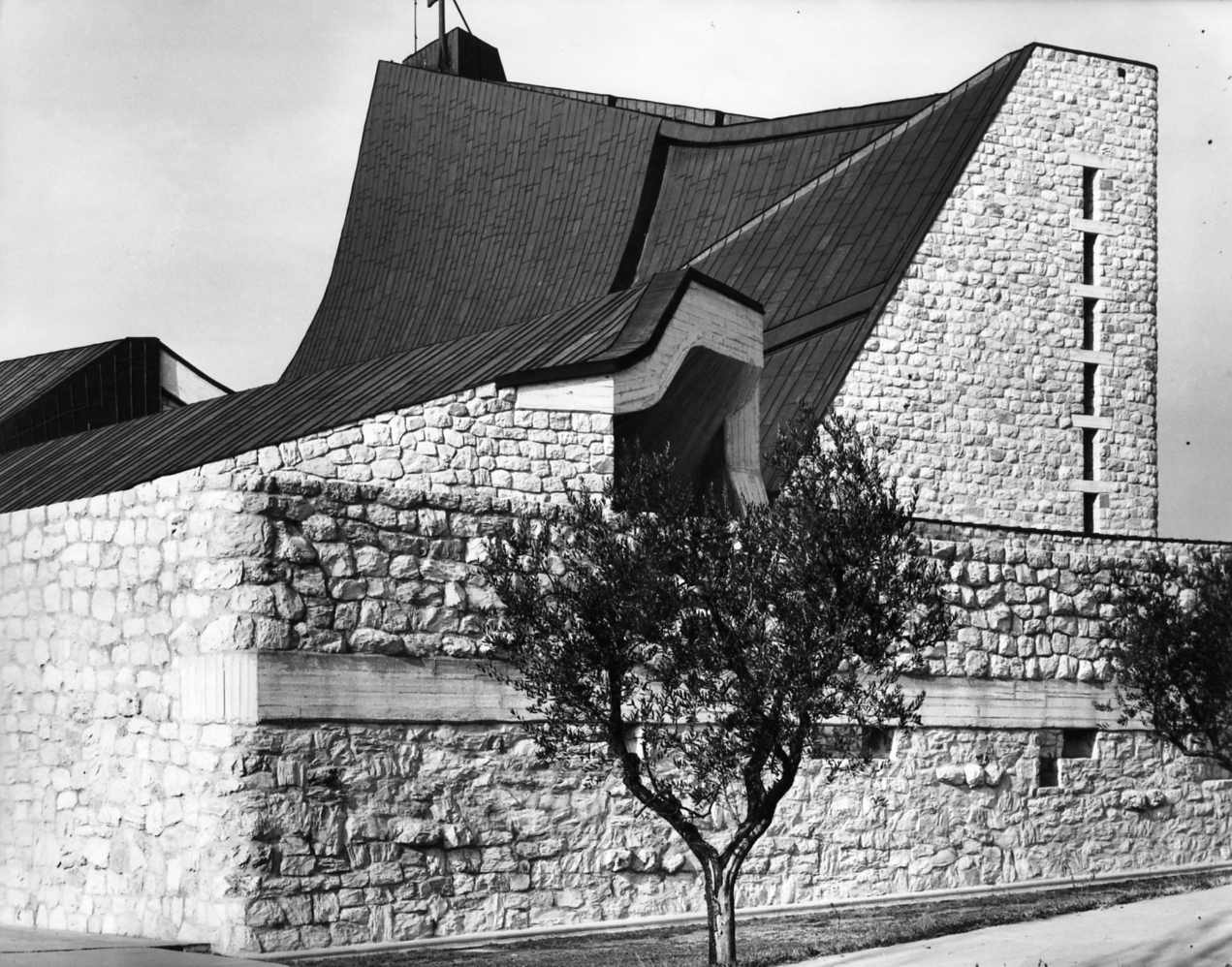
Die Kirche von San Giovanni Battista, Autobahn A11, genannt „Autobahnkirche“ (1960–64) fotografiert von Paolo Monti

Der historisierende Wiederaufbau der gegen Ende des Zweiten Weltkrieges zerstörten Altstadtviertel um den Ponte Vecchio enttäuschte allerdings Michelucci schwer – er hatte für den südlichen Bereich vor der Brücke deutlich modernere Pläne mit Hochhäusern vorgelegt. Resigniert verließ Michelucci 1948 die Architekturfakultät der Universität Florenz und lehrte daraufhin an der Ingenieurfakultät der Universität Bologna, realisierte aber immer wieder auch Projekte in der heimatlichen Toskana.
Die 1950 fertiggestellte Warenbörse (italienisch Borsa merci) in Pistoia zeigt beispielhaft seine Auffassung des neuen Bauens in einem historischen Kontext. Die Haltung einer radikalen Erneuerung, die Michelucci noch bei seinem Florentiner Hochhausprojekt offenbarte, ist bei der Warenbörse deutlich relativiert: Hier wurde die vorhandene Bebauung der benachbarten Cassa di Risparmio dell'Azzolini (aus 1905) zur wichtigen Referenz seiner zeitgenössischen Architektur. Trotz der bewusst gewählten, modernen Materialien – Stahlbeton, Glas und Stahl – gelang ihm eine überzeugende Einbindung des Modernen.
In den 1950er Jahren wurde er zum Protagonisten des modernen Kirchenbaus, entwarf aber unter anderem auch ein Hochhaus in Livorno (1957–66) und arbeitete am Generalbebauungsplan von Florenz und jenem von Ferrara mit. 1958 erhielt er den bedeutenden Antonio-Feltrinelli-Preis. Mit der Autobahnkirche San Giovanni Battista in Campi Bisenzio (bei Florenz) realisierte Michelucci 1964 ein Schlüsselwerk der organischen Architektur in Italien.
Micheluccis Vorschläge für den Wiederaufbau von Florenz nach der Flut vom Dezember 1966 blieben unrealisiert.
Am 31. Dezember 1990, zwei Tage vor seinem 100. Geburtstag, verstarb er in seinem Haus in Fiesole. Zu seinen Schülern zählten unter anderem Leonardo Ricci und Aldo Loris Rossi.

## Werke (Auswahl)
- Casa Valiani in Rom, 1929–31[3]
- Bahnhof S. Maria Novella in Florenz, 1933–35
- Palazzo del Governo in Arezzo, 1936
- Borsa merci (Warenbörse) in Pistoia, 1949–50
- Kirche SS. Pietro e Gerolamo (Chiesa di Collina) in Pontelungo (Pistoia), 1947–53
- Hauptsitz der Cassa di Risparmio (Sparkasse) Florenz, 1953–57
- Kirche B.V. Maria in Larderello (Pisa), 1954–56
- Hochhaus an der Piazza Matteotti in Livorno, 1957–66
- Kirche S. Giovanni Battista in Campi Bisenzio (an der Autostrada del Sole, Florenz), 1960–64
- Kirche San Giovanni Battista in Arzignano (Vicenza), 1965–67
- Kirche S. Rosa in Livorno, 1977
- Bankfiliale der „Monte dei Paschi di Siena“ in Colle Val d’Elsa, 1973–78
- Theater Michelucci in Olbia, 1988–90.